# Boca Larga (São Lourenço dos Órgãos)
Boca Larga es una localidad caboverdiana del municipio de São Lourenço dos Órgãos.

## Geografía
La localidad está situada en la isla Santiago.

## Organización territorial
La localidad abarca los lugares y barrios de:
- Casa Novo
- Casona
- Chã de Almeida
- Chã de Forte
- Chã de Tâmara
- Convento
- Cruz de Fundura
- Cutelo Fonte
- Cutelo Pelado
- Funte Pulga
- João Gomes
- Lém Banana
- Lugar Grande
- Manipo
- Misericordia
- Monte Mosca
- Penedo
- Pizarra
- Rochinha
- Tagarinha
- Travessa